# Journal of Venomous Animals and Toxins including Tropical Diseases
Das Journal of Venomous Animals and Toxins including Tropical Diseases, abgekürzt J. Venom. Anim. Toxins Trop. Dis., ist eine wissenschaftliche Fachzeitschrift, die vom brasilianischen Center for the Study of Venoms and Venomous Animals der Universidade Estadual Paulista (UNESP) veröffentlicht wird. Derzeit erscheint die Zeitschrift mit vier Ausgaben im Jahr. Es werden Arbeiten veröffentlicht, die sich mit Toxinen und giftigen Tieren beschäftigen.
Der Impact Factor der Zeitschrift lag im Jahr 2018 bei 2,935.